# Banks (Arkansas)
Banks è una città nella contea di Bradley, nello Stato americano dell'Arkansas. Nel censimento del 2010 aveva una popolazione di 124 abitanti e una densità abitativa di 124,35 abitanti per km².

## Geografia fisica
Banks si trova alle coordinate 33°34′33″N 92°16′02″W.
Banks ha una superficie totale di 1 km² dei quali 1 sono di terra ferma e 0,00 km² sono di acqua.